# Awendaw
Awendaw est une ville américaine située dans le comté de Comté de Charleston dans l’État de Caroline du Sud.

## Démographie
| 2000  | 2010  | - | - | - | - |
| ----- | ----- | - | - | - | - |
| 1 195 | 1 294 | - | - | - | - |

## Traduction
- (en) Cet article est partiellement ou en totalité issu de l’article de Wikipédia en anglais intitulé « Awendaw, South Carolina » (voir la liste des auteurs).